# دو پینگ
دو پینگ (انگلیسی: Du Ping؛ زادهٔ ۲۸ فوریهٔ ۱۹۷۸) بازیکن فوتبال اهل جمهوری خلق چین است.
از باشگاه‌هایی که در آن بازی کرده‌است می‌توان به باشگاه چین جنوبی، باشگاه فوتبال بیجینگ رن، باشگاه فوتبال گوانگ‌ژو آر و اف، و تیم ملی فوتبال چین اشاره کرد.
وی همچنین در تیم ملی فوتبال چین بازی کرده‌است.